# いとしのレイラ (アルバム)
『いとしのレイラ』（英語: Layla and Other Assorted Love Songs）は、ロックバンド、デレク・アンド・ザ・ドミノスによる唯一のスタジオ・アルバム。1970年11月にリリースされ、タイトル曲「いとしのレイラ」でよく知られる。本作はしばしばエリック・クラプトンの最高傑作と見なされる。参加メンバーはキーボード及びボーカルのボビー・ウィットロック、ドラムのジム・ゴードン、ベースのカール・レイドルに加えて、デュアン・オールマンがゲストとして14曲中11曲でリード及びスライドギターを演奏した。
『いとしのレイラ』はビルボードのBillboard 200で最高16位を記録し、RIAAのゴールドディスクを獲得した。また、1972年と1977年にはBillboard 200でチャートインした。2011年には全英アルバムチャートで68位を記録している。
2000年に本作はグラミーの殿堂入りを果たした。2003年にVH1の史上最高のアルバム・ランキングで89位にランクされ、『ローリング・ストーン』誌の『ローリング・ストーン誌が選ぶオールタイム・ベストアルバム500』で117位にランクされた。評論家のロバート・クリストガウは本作を1970年代の偉大なアルバムで3位にランク付けしている。2012年、本作のスーパーデラックス・エディションがグラミー賞最優秀サラウンドサウンド・アルバムを獲得した。

## 背景
『いとしのレイラ』を作り上げたコラボレーション、デレク・アンド・ザ・ドミノス結成の要因は、スーパーグループとして過大な期待がかけられたクリームと、短命に終わったブラインド・フェイスでの活動で生じたエリック・クラプトンのフラストレーションであった。ブラインド・フェイス解散後、クラプトンはデラニー&ボニー・アンド・フレンズに参加した。デラニー&ボニーは1969年夏に行われたブラインド・フェイスのアメリカ・ツアー時に前座を務めていた。
デラニー&ボニー・アンド・フレンズが分裂した後、元メンバーのボビー・ウィットロックがイングランドのサリーでクラプトンと合流した。1970年4月から2人は、ウィットロックが「まさしく、演奏しなければならない」と表現した多くの曲を書くのに何週間も費やした。これらの曲は後に『いとしのレイラ』でのマテリアルの大半を補った。
デラニー&ボニーがジョー・コッカーとのツアーを終えた後に、カール・レイドルとジム・ゴードンはバンドを脱退、イングランドでクラプトン、ウィットロックと再会した。クラプトンは匿名バンド「デレク・アンド・ザ・ドミノス」でスポットライトを浴びずに活動しようと試みた。彼は8月の3週間、イギリスの小クラブでのツアーを行った。伝えられるところでは、グループの名前は初のコンサートで司会者によって誤って紹介されたことから生じた。彼はバンド名を「エリック・アンド・ダイナモズ (Eric & The Dynamos)」と誤って発音した。事実上、クラプトンは自らの著名度がバンドのイメージを固定することを望まなかったので、彼は「デレク・アンド・ザ・ドミノス」というバンド名を選んだ。ツアーが終わると、彼らはアルバムを録音するためにマイアミのクライテリア・スタジオに向かった。
アルバムのハイライトとなる「いとしのレイラ」は、クラプトンの私生活に基づく物であった。彼は親友のジョージ・ハリスンの妻であるパティ・ボイドに夢中になった。ヘロインを使用するようになったが、それでさえ心の痛みを癒やすことはできなかった。デイヴ・マーシュは『The Rolling Stone Illustrated History of Rock and Roll』のなかで「歌手か作者が非常に深く自己に達した瞬間を持つロック曲のレパートリーはわずかで、それらを聴くのは殺人もしくは自殺を目撃するのと同じである……私にとって『レイラ』はその中でも最も素晴らしい曲だ」と記した。

### デュアン・オールマンの参加
幸運な出来事は、ドミノスが1970年8月にクライテリア・スタジオで録音を始めた直後、デュアン・オールマンが合流したことであった。ベテラン・プロデューサーのトム・ダウドは、オールマン・ブラザーズ・バンドのセカンド・アルバム『アイドルワイルド・サウス』を手がけていたが、ある日電話を受け、クラプトンが録音のためドミノスとマイアミに来ることを知る。これを聞いたオールマンは、クラプトンが許可するなら、立ち寄って見学したいと希望した。
オールマンはその後ダウドに電話し、8月26日に慈善コンサートを行うためバンドと共に町に滞在していることを知らせた。クラプトンはダウドからこのことを聞いて、そのコンサートを見たいと希望し、「君は（ウィルソン・ピケットの）バックで『ヘイ・ジュード』を演奏する奴のことを言ってるのかい?……僕は彼の演奏が見たいな……行こう」と話した。クラプトンと会社の経営陣は、ステージと聴衆を切り分けている囲いの前に着席した。彼らが座ったときオールマンはソロを演奏していた。振り向いて目を開き、クラプトンを見ると彼は凍り付いた。バンドのもう一人のギタリスト、ディッキー・ベッツはデュアンがやめたところに歩を進めたが、クラプトンに釘付けになったオールマンの目を追うと、彼自身が凍り付くのを防ぐために戻らなければならなかった。
ショーの後にオールマンは、いくつかのレコーディング・セッションを見学するためにスタジオに立ち寄ってもいいか尋ねたが、クラプトンはそこで直接彼を招待し、「ギターを持ってきてよ。君もプレイするんだぜ!」と話した。2人は夜通し語り合った。ダウドは彼らが「互いを褒め合い、ギターを交換し、店と情報について語り、ボール ― 互いの技術と設備に対する無制限の正当な賞賛 ― を持っていた」と伝えた。クラプトンは後に自叙伝で、彼とオールマンはフロリダのセッションで不可分であったと記した。彼はオールマンについて「僕が持ち得なかった音楽の兄弟で、しかし願ってたものさ」と語った。

## レコーディング
『いとしのレイラ』収録曲の大半はクラプトンとウィットロックが共作したものであった。9曲のオリジナルに加えて、5曲のカバーが含まれている。また、そのときクラプトンが使用したギターアンプである5ワットのフェンダー・チャンプは伝説となっている。
前作『エリック・クラプトン・ソロ』より使用された1956年製フェンダー・ストラトキャスター、通称ブラウニーが本作でもメインギターとして使用され、アルバムの裏ジャケットにも本器の姿が収められている。
かつてのクラプトンのトレードマークでもあった、ギブソンギターとマーシャル・アンプでの大音量サウンドとは180度異なる、ストラトキャスターが作り出すトレブリーかつ枯れたギターサウンドは、以降のクラプトンの音楽的方向を決定づけ、以降はストラトキャスターがクラプトンのメインギターとなる。

### オリジナル曲
クラプトンとウィットロックは5曲を共作した：「アイ・ルックト・アウェイ」、「キープ・オン・グロウイング」、「エニイデイ」、「テル・ザ・トゥルース」、「恋は悲しきもの」。また、ウィットロックは「庭の木」を提供した。クラプトンは「アイ・アム・ユアーズ」（ニザーミーの詩から）、「ベル・ボトム・ブルース」（ウィットロックも貢献したと主張している）、「いとしのレイラ」（ピアノコーダ部分はジム・ゴードンによる）を提供した。
「テル・ザ・トゥルース」は1970年6月に当初はアップビートの曲として、ハリスンのプロデューサーであったフィル・スペクターの下で録音された。曲はシングルとして、B面に「ロール・イット・オーヴァー」が収められリリースされた。しかしながら、ウィットロックが思い出すようにスペクターのウォール・オブ・サウンドはバンドのスタイルにマッチせず、彼らはシングルを販売停止にした。8月28日に、バンドはオールマンと共に「テル・ザ・トゥルース」を拡大したスローテンポのインストゥルメンタル・ジャムとして録音した。『いとしのレイラ』に収録されたバージョンはオリジナルの歌詞を加えたスローテンポの曲であった。歌詞入りの両方のバージョンは1972年のコンピレーション『エリック・クラプトンの歴史』に収録された。
アルバム最後の曲「庭の木」は、ダウドによると「完璧なステレオ録音」であった。ウィットロック、クラプトン、オールマン、レイドル、ゴードンはスタジオで輪になって座り、マイクがその中央に置かれて録音が行われた。

### カバー曲
カバー曲は、ブルースのスタンダードナンバー「だれも知らない」（ジミー・コックス）、「ハイウェイへの関門」（チャールズ・シーガー、ウィリー・ブルーンジー）、「愛の経験」（ビリー・マイルズ）、ジミ・ヘンドリックスの霊妙な「リトル・ウィング」、チャック・ウィリスのドゥーワップ・バラード「イッツ・トゥー・レイト」のアップテンポ・バージョンであった。
ダウドによると「ハイウェイへの関門」の録音は全くの偶然の出来事であった。バンドはスタジオの別の部屋でサム・ザ・シャムのアルバム『Hard and Heavy』を聴いていた。彼らはそれを好み、自然にそれを演奏し始めた。ダウドはテープを回し始めるようにエンジニアに言った。ドミノスのバージョンがフェードインから始まるのはこのためである。

## アートワーク
アルバムのフロントカバーはエミール・セオドア・フランセン・ド・ショーンバーグによる「La Fille au Bouquet（花束を持つ少女）」と題された絵である。クラプトンは最初この絵を南フランスのジョルジオ・ゴメルスキーの家で見た。ドミノスは同宅に1970年8月に短期間宿泊していて、彼は絵に描かれたブロンド髪の女性とボイドの類似点をすぐに見つけ出した。クラプトンは、タイトルもバンド名も記載せずに、その絵をジャケットに使うのが簡素であると主張した。

## リリースと反応
アトコ・レコードは1970年11月にアメリカで『いとしのレイラ』をリリースした。イギリスでは12月にポリドールからリリースされた。アルバムはイギリスではチャートインしなかったが、アメリカではビルボードのTop LPsチャートで最高16位を記録した。1971年8月26日、アルバムはアメリカで50万枚を出荷しアメリカレコード協会によってゴールドディスクに認定された。この達成にもかかわらず、作家のハリー・シャピロやジャン・リードによると、『レイラ』は商業的に失敗したと見なされた。ダウドは後に、アメリカで曲をラジオにオンエアさせることの困難さを悔やんだ。シャピロはイギリスでの商業的失敗は、ポリドールによる最小限の販促と「クリーム解散シンドローム後の容赦なく単調なプレス嘆願」によるものと考えた。プレスとユーザーがバンドとクラプトンの関係に気づかないことを憂慮したアトコとポリドールは、「デレクはエリック」のバッジを配付した。
シャピロはまた、以下のように「レイラ」が「失敗」であったと批判する。「エリックの最初のソロ・アルバムのように、評論家は炎のようなギターを好むが、ラブソングをただの失敗と見なす」。『メロディ・メイカー』誌のロイ・ホリングワースは、曲が「素晴らしさからいくらかの長さの完全な退屈」まで及んだとし、「私たちはヘンドリックスの『リトル・ウィング』の美しく広がりのある演奏 - ジミは確実に血が出るくらい拍手したであろう - を聴いて、『アイ・アム・ユアーズ』……ボサノヴァを悲しげな方向に演奏したのを聴いた」と評した。彼は「かなりひどいボーカル」部分を特定したが、『レイラ』が『エリック・クラプトン・ソロ』よりも「はるかに音楽的だ」と考え、クラプトンとオールマンが「エレキギターを演奏することに、可能な限りのあらゆる素晴らしいエッセイを配る」ことを称賛した。『ローリング・ストーン』誌のエド・ライムバッハーのレビューはより好意的で、アルバムの「フィラー」に注意したが、「残りは、エリックの開発途上のスタイルの結合 - デラニー&ボニーのリズムセクションと『Skydog』オールマンのセッション能力の強さ - から何を望んだかと言うことである」と付け加えた。ライムバッハーはクラプトンの歌が「いつも少なくとも適切で、時々かなり良いこと」が判り、「あらゆる楽しみとフィラーを忘れて欲しい - それでも、それはアルバムの1つの地獄である」と結論づけた。
「ヴィレッジ・ヴォイス」紙の消費者ガイドでは、評論家のロバート・クリストガウが「A」を与えた（後年「A+」にアップグレードしている）。彼は「オールマン/ウィットロック/レイドル/ゴードンのリラックスした演奏」と「クラプトンの高いキーの正確なギター」のコントラストを賞賛し、「たとえこれが貪欲で怠惰かつ向こうみずなスタジオ・セッションに見えたとしても、私はそれがエリック・クラプトンの最も一貫した記録であるのではないかと思う……ミュージシャンが利益と仕事のために結び付いて、成熟したオリジナル・サウンドに追いついた珍しい例の1つである」と付け加えた。
1972年のアルバム再リリースに関するレビューでは、『Circus』誌のエド・ナハがアルバムを「クラプトン・タンブラーの驚くべきコレクション」と呼び、「クラプトンはロックギターの高僧として再び輝いた」と述べた。

## 評価
| 専門評論家によるレビュー | 専門評論家によるレビュー |
| レビュー・スコア         | レビュー・スコア         |
| 出典                     | 評価                     |
| ------------------------ | ------------------------ |
| AllMusic                 | [ 22 ]                   |
| Chicago Tribune          | [ 23 ]                   |
| Robert Christgau         | A+                       |
| Down Beat                | [ 25 ]                   |
| The Independent          | [ 26 ]                   |
| Q                        | [ 27 ]                   |
| Record Collector         | [ 28 ]                   |
| Rolling Stone            | [ 29 ]                   |
| Uncut                    | [ 30 ]                   |
| Zagat Survey             | [ 31 ]                   |

初期の反応以来、『レイラ』は評論家によって賞賛され、クラプトンの最も優れた業績と見なされている。1981年のレビューでクリストガウは「クラプトンの最も慎重に発想された録音」と呼び、「伸びやかなシャッフルと単純なロックンロール」とクラプトンの「広く暖かい」歌唱を賞賛した。クリストガウは結論として「彼の真意は苦痛の感覚の限界においてそれらの激しいピークで認識される - 恋は悲しきもの、ベル・ボトム・ブルース、レイラ - これらは 形の爆発性圧縮において楽しい時代に対して配置される。」と記した。ローリング・ストーン誌のアンソニー・デ・カーティスは本アルバムを「傑作」と呼び、「また、アルバム上の演奏はカオスの危機に瀕するが、決して傾かない」と書いて生の本質を称賛した。
オールミュージックの編集者、スティーヴン・トーマス・アールワインはオールマンのスライドギターを称賛し、「クラプトンを新たな高みに押し上げた」と語り、「『レイラ』のような強力なレコードを作ることは、クラプトンが伝統を無視して時折彼を窮地に追いやり、単に熱く激しい感情をもってこれらの歌を通して引き裂くということである」と述べた。インデペンデントのアンディ・ジルは、アルバムの「ブルース・スタンダードと敏感なオリジナル」を賞賛し、オールマンと共にクラプトンの熱烈な親近感に注目した。ジルはアルバムについて「画期的な状態を確実にするだろう」と記した。Yahoo! Musicのデイヴ・ディマーティノはまた、オールマンの「刺すようなギターワーク」に注目し、「レイラ」は「クラプトンの傑作であり、70年代の最もすばらしいロックンロール・アルバムの1つ」と記した。「このベストセラーの2枚組LPは、クラプトンのクリーム後におけるスーパースターの地位を確立した」と論評した。「シカゴ・サンタイムズ」のジム・デロガティスは、本作を「エリック・クラプトンのキャリア上の最も強い録音で、論証上今まで作られた最大級のブルースロック・アルバム」と呼んだ。一方、「シカゴ・トリビューン」の評論家グレッグ・コットはクラプトンの「ブルースロック・ギターの傑作」として認めた。

## ライブ演奏
デレク・アンド・ザ・ドミノスは、『レイラ』をサポートするためにツアーを行った。そして、1970年11月-12月のアメリカ・ツアーは、1973年1月に『イン・コンサート』としてリリースされた。オールマンはデレク・アンド・ザ・ドミノスのツアーに参加しなかったが、1970年12月1日のカーティス・ヒクソン・ホール（フロリダ州タンパ）、翌日のオノンダガ・カウンティ・ウォー・メモリアルのステージに登場、また11月20日のサンタモニカ・シビック・オーディトリウムのステージではデラニー・ブラムレットと共に登場している。
クラプトンは「いとしのレイラ」を、1985年のライヴエイドなど、その後のステージでも演奏し続けている。2006年にクラプトンはJ・J・ケイルと共に『ザ・ロード・トゥ・エスコンディード』を録音したが、その時にオールマン・ブラザースのギタリスト、デレク・トラックスがギターで参加した。その後、クラプトンはトラックスを自らのバックバンドに迎えてツアーを行った。クラプトンは後に、トラックスの存在が、デレク・アンド・ザ・ドミノスで再びプレイしているような気分にさせたと語り、ツアーが進むとセットリストは変更され、ショウの前半は『いとしのレイラ』からのナンバーで構成され、終盤は「レイラ」そのものが演奏された。

## CDリリース
『いとしのレイラ』のCDは少なくとも6種類がリリースされている：
1. 1983年の2枚組CD、RSOレコード、16ビットリマスター。
2. 『レイラ・セッションズ』（1990年9月18日）1CDにリミックス、「セッションディスク」2枚を追加。
3. 1993年9月15日、モービル・フィデリティ・サウンド・ラボ 24金の限定版CD、20ビットリマスター。
4. 1996年8月20日、ポリドール・レコード、20ビット・リマスター。「エリック・クラプトン・リマスター・シリーズ」の一部。
5. 2004年11月9日、ポリドール、SACD/CDのハイブリッド盤リマスター。
6. 2011年3月21日、UMC、40周年記念リマスター[39]。

最初のCDリリースは2CDバージョンで、1983年に日本で製造された。オリジナル・アルバムは77分の長さであり、初期のCDの最大収録時間である74分を超えていたため、2枚組となった。この最初のCDは1970年のステレオ・マスターから何世代もコピーされたテープを元にしたためテープヒスが多いものであった。このCDに対する否定的な評価が、1980年代のリマスターの試みへの動機となった。しかしながら、当時は1970年のオリジナルのステレオ・マスターテープを発見できなかったため、改善はそれほど顕著なものでは無かった。
1990年、アルバム・リリース20周年記念に拡張版が3CDセットでリリースされた。この充実したライナーノートが付属したセットは『レイラ・セッションズ』と名付けられた。1枚目のディスクはオリジナル・アルバムの内容が16トラックのアナログソースのテープからデジタル・リミックスされて収録された。この1990年のリミックスはポリドールから単独のCDとしてもリリースされた。このリミックスではいくつかの著しい変化が現れ、その中にはベースがオリジナル・アルバムでは左や右に偏っていたものをセンターに移動させている。残る2枚のディスクは「レイラ・セッションズ」が収められ、収録されたいくつかのジャム・セッションの中には、クラプトンとオールマンが初めて出会った夜に行われた歴史的なセッションも収められている。また、いくつかの曲のアウトテイクや、未発表曲「ミーン・オールド・ワールド」「イット・ハーツ・ミー・トゥー」「テンダー・ラブ」などが収められた。
1993年に、モービル・フィデリティ・サウンド・ラボは初めて1970年のオリジナルのステレオ・マスターテープに細心な処理を与え、高価な限定版24金のCDとしてリリースした。このMFSLの20ビット・リマスター盤『レイラ』は、以前のCDで聴かれたオリジナル録音をより忠実に記録した。MSLFバージョンは最初のCDよりもきれいな音になったが、いくつかの「ウォール・オブ・サウンド」 - アナログLPのためのマスタリング技術 - の効果も取り除くこととなった。ポリドールの1996年の「エリック・クラプトン・リマスター・シリーズ」はMFSLバージョンと似たようなマスタリングが行われたが、通常のアルミ蒸着CDで安価に販売された。ポリドールの2004年のSACD/CDハイブリッド盤は、SACD層は5.1チャンネルサラウンドでリミックスされ、CD層は1970年バージョンをリミックスしたものであった。
2011年に40周年記念エディションが2つのバージョンでリリースされた。2CDの「デラックス」エディションは未発表5曲：ザ・ジョニー・キャッシュ・TVショーで演奏された「イッツ・トゥー・レイト」「ゴット・トゥ・ゲット・ベター・イン・ア・リトル・ホワイル」「マッチボックス」「ブルース・パワー」の4曲と「ゴット・トゥ・ゲット・ベター・イン・ア・リトル・ホワイル・ジャム」が収録された。「スーパー・デラックス」エディションは2CDに加えて5.1サラウンドのDVD、リマスターされた『イン・コンサート』の2CD、2枚組のアナログLP、ハードカバーの本とその他の特典が加えられた。

## 収録曲
| #  | タイトル                                                     | 作詞・作曲                   | 時間 |
| -- | ------------------------------------------------------------ | ---------------------------- | ---- |
| 1. | 「アイ・ルックト・アウェイ I Looked Away」                   | Eric Clapton, Bobby Whitlock | 3:05 |
| 2. | 「ベル・ボトム・ブルース Bell Bottom Blues」                 | Clapton                      | 5:02 |
| 3. | 「キープ・オン・グロウイング Keep On Growing」               | Clapton, Whitlock            | 6:21 |
| 4. | 「だれも知らない Nobody Knows You When You're Down and Out」 | Jimmy Cox                    | 4:57 |

| #  | タイトル                                  | 作詞・作曲                    | 時間 |
| -- | ----------------------------------------- | ----------------------------- | ---- |
| 5. | 「アイ・アム・ユアーズ I Am Yours」       | Clapton, Nizami               | 3:34 |
| 6. | 「エニイデイ Anyday」                     | Clapton, Whitlock             | 6:35 |
| 7. | 「ハイウェイへの関門 Key to the Highway」 | Charles Segar, Willie Broonzy | 9:40 |

| #   | タイトル                                           | 作詞・作曲        | 時間 |
| --- | -------------------------------------------------- | ----------------- | ---- |
| 8.  | 「テル・ザ・トゥルース Tell the Truth」            | Clapton, Whitlock | 6:39 |
| 9.  | 「恋は悲しきもの Why Does Love Got to Be So Sad?」 | Clapton, Whitlock | 4:41 |
| 10. | 「愛の経験 Have You Ever Loved a Woman」           | Billy Myles       | 6:52 |

| #   | タイトル                                 | 作詞・作曲          | 時間 |
| --- | ---------------------------------------- | ------------------- | ---- |
| 11. | 「リトル・ウィング Little Wing」         | Jimi Hendrix        | 5:33 |
| 12. | 「イッツ・トゥー・レイト It's Too Late」 | Chuck Willis        | 3:47 |
| 13. | 「いとしのレイラ Layla」                 | Clapton, Jim Gordon | 7:05 |
| 14. | 「庭の木 Thorn Tree in the Garden」      | Whitlock            | 2:53 |

オリジナルLPの4面はほとんどのCDで1枚のディスクに収められた。
LPは1990年代に180g盤で再リリースされ、2008年にユニバーサル・ミュージックからリマスターの上180g盤で再リリースされた。

## パーソネル
デレク・アンド・ザ・ドミノス
- エリック・クラプトン - ギター, リードボーカル
- ボビー・ウィットロック - オルガン, ピアノ, ボーカル, アコースティックギター
- ジム・ゴードン - ドラムス, パーカッション, ピアノ
- カール・レイドル - ベース, パーカッション
- デュアン・オールマン - ギター

ゲスト・ミュージシャン
- アルビー・ガルテン - ピアノ

制作スタッフ
- トム・ダウド - エクゼクティブ・プロデューサー
- ロン・アルバート - エンジニア
- チャック・カークパトリック - エンジニア
- ホーウィー・アルバート - エンジニア
- カール・リチャードソン - エンジニア
- マック・エマーマン - エンジニア
- デニス・M・ドレイク - マスタリング
- エミール・セオドア・フランセン・ド・ショーンバーグ - カバー「"La Fille au Bouquet"」作者

レイラ・セッションズ
- ダン・ゲラート - アシスタント・エンジニア
- スコット・ハル - デジタル編集
- ミッチェル・カンナー - アートディレクター
- ジョージ・レボン - アートディレクター
- ビル・レヴェンソン - プロダクション
- ボブ・ラディック - マスタリング
- スティーヴ・リンコフ - ミキサー
- ジェネ・サントロ - ノート

## シングル
- テル・ザ・トゥルース / ロール・イット・オーヴァー （アルバム未収録）（1970年、アトコ・レコード）（販売停止）[7]
- いとしのレイラ / ベル・ボトム・ブルース（1970年、ポリドール）
- いとしのレイラ / アイ・アム・ユアーズ（1971年、アトコ・レコード）
- ベル・ボトム・ブルース / キープ・オン・グロウイング（1971年、ポリドール）
- ベル・ボトム・ブルース / リトル・ウィング（1973年、RSO）